# Ojo de Agua, Chichiquila
Ojo de Agua är en ort i Mexiko.   Den ligger i kommunen Chichiquila och delstaten Puebla, i den sydöstra delen av landet, 210 km öster om huvudstaden Mexico City. Ojo de Agua ligger 2 176 meter över havet och antalet invånare är 998.
Terrängen runt Ojo de Agua är huvudsakligen kuperad, men norrut är den bergig. Terrängen runt Ojo de Agua sluttar österut. Runt Ojo de Agua är det ganska glesbefolkat, med 36 invånare per kvadratkilometer. Närmaste större samhälle är Huatusco de Chicuellar, 16,7 km öster om Ojo de Agua. I omgivningarna runt Ojo de Agua växer huvudsakligen savannskog.